# Rhaphuma excisa
Rhaphuma excisa là một loài bọ cánh cứng trong họ Cerambycidae.